# Campionato europeo femminile di pallamano 2014
Il campionato europeo femminile di pallamano 2014 è stata l'undicesima edizione del massimo torneo di pallamano per squadre nazionali femminili, organizzato dalla European Handball Federation (EHF). Il torneo si è disputato dal 7 al 21 dicembre 2014 in Croazia e in Ungheria in sei impianti e le finali si sono svolte a Budapest. Vi hanno preso parte sedici rappresentative nazionali. Il torneo è stato vinto per la sesta volta dalla Norvegia, che in finale ha sconfitto la Spagna.

## Formato
Le sedici nazionali partecipanti sono state suddivise in quattro gironi da quattro squadre ciascuno. Le prime tre classificate accedevano alla seconda fase, dove sono state suddivise in due gironi da sei squadre ciascuno: ciascuna squadra portava nella seconda fase i punti conquistati contro le altre due qualificate del proprio girone e affrontava le altre tre squadre. Le prime due classificate accedevano alle semifinali, mentre le terze partecipavano alla finale per il quinto posto. La prima classificata è qualificata al campionato mondiale 2015 e al torneo femminile dei Giochi della XXXI Olimpiade. La seconda e terza classificate sono qualificate al torneo olimpico di qualificazione.

## Impianti
Il torneo viene disputato in sei sedi, tre in Croazia, Osijek, Varaždin e Zagabria, e tre in Ungheria, Budapest, Debrecen e Győr.
| Zagabria            | Zagabria            | Zagabria                 | Budapest                          | Budapest                          | Budapest                          |
| ------------------- | ------------------- | ------------------------ | --------------------------------- | --------------------------------- | --------------------------------- |
| Arena Zagreb        | Arena Zagreb        | Arena Zagreb             | László Papp Budapest Sports Arena | László Papp Budapest Sports Arena | László Papp Budapest Sports Arena |
| Capacità: 15 200    | Capacità: 15 200    | Capacità: 15 200         | Capacità: 12 500                  | Capacità: 12 500                  | Capacità: 12 500                  |
|                     |                     |                          |                                   |                                   |                                   |
| Osijek              | Osijek              | Osijek Varaždin Zagabria | Osijek Varaždin Zagabria          | Debrecen                          | Debrecen                          |
| Dvorana Gradski vrt | Dvorana Gradski vrt | Osijek Varaždin Zagabria | Osijek Varaždin Zagabria          | Főnix Hall                        | Főnix Hall                        |
| Capacità: 3 500     | Capacità: 3 500     | Osijek Varaždin Zagabria | Osijek Varaždin Zagabria          | Capacità: 4 000                   | Capacità: 4 000                   |
|                     |                     | Osijek Varaždin Zagabria | Osijek Varaždin Zagabria          |                                   |                                   |
| Varaždin            | Varaždin            | Budapest Debrecen Győr   | Budapest Debrecen Győr            | Győr                              | Győr                              |
| Arena Varaždin      | Arena Varaždin      | Budapest Debrecen Győr   | Budapest Debrecen Győr            | Audi Arena                        | Audi Arena                        |
| Capacità: 5 200     | Capacità: 5 200     | Budapest Debrecen Győr   | Budapest Debrecen Győr            | Capacità: 5 000                   | Capacità: 5 000                   |
|                     |                     | Budapest Debrecen Győr   | Budapest Debrecen Győr            |                                   |                                   |

## Qualificazioni
Le qualificazioni al campionato europeo si sono sviluppate su una singola fase e vi hanno preso parte 26 squadre nazionali, eccetto la Croazia e l'Ungheria ammesse direttamente alla fase finale in qualità di Paesi ospitanti. Le nazionali partecipanti sono state divise in sette gironi, cinque da quattro squadre ciascuno e due da tre squadre ciascuno, dove ogni squadra affrontava le altre in partite di andata e ritorno. Le prime due classificate in ciascun girone venivano ammesse alla fase finale.

## Squadre partecipanti
| Pr. | Nazione     | Qualificata come                            | Data qualificazione | Precedenti partecipazioni1                                      |
| --- | ----------- | ------------------------------------------- | ------------------- | --------------------------------------------------------------- |
| 1   | Croazia     | Nazione co-organizzatrice della fase finale | 9 aprile 2011       | 7 (1994, 1996, 2004, 2006, 2008, 2010, 2012)                    |
| 2   | Ungheria    | Nazione co-organizzatrice della fase finale | 9 aprile 2011       | 10 (1994, 1996, 1998, 2000, 2002, 2004, 2006, 2008, 2010, 2012) |
| 3   | Norvegia    | Vincente gruppo 6 di qualificazione         | 26 marzo 2014       | 10 (1994, 1996, 1998, 2000, 2002, 2004, 2006, 2008, 2010, 2012) |
| 4   | Francia     | Vincente gruppo 2 di qualificazione         | 29 marzo 2014       | 7 (2000, 2002, 2004, 2006, 2008, 2010, 2012)                    |
| 5   | Russia      | Seconda gruppo 7 di qualificazione          | 29 marzo 2014       | 10 (1994, 1996, 1998, 2000, 2002, 2004, 2006, 2008, 2010, 2012) |
| 6   | Montenegro  | Vincente gruppo 3 di qualificazione         | 30 marzo 2014       | 2 (2010, 2012)                                                  |
| 7   | Danimarca   | Vincente gruppo 1 di qualificazione         | 4 giugno 2014       | 10 (1994, 1996, 1998, 2000, 2002, 2004, 2006, 2008, 2010, 2012) |
| 8   | Germania    | Vincente gruppo 7 di qualificazione         | 11 giugno 2014      | 10 (1994, 1996, 1998, 2000, 2002, 2004, 2006, 2008, 2010, 2012) |
| 9   | Slovacchia  | Seconda gruppo 2 di qualificazione          | 11 giugno 2014      | 1 (1994)                                                        |
| 10  | Spagna      | Vincente gruppo 4 di qualificazione         | 11 giugno 2014      | 7 (1998, 2002, 2004, 2006, 2008, 2010, 2012)                    |
| 11  | Svezia      | Vincente gruppo 5 di qualificazione         | 11 giugno 2014      | 8 (1994, 1996, 2002, 2004, 2006, 2008, 2010, 2012)              |
| 12  | Paesi Bassi | Seconda gruppo 4 di qualificazione          | 12 giugno 2014      | 4 (1998, 2002, 2006, 2010)                                      |
| 13  | Polonia     | Seconda gruppo 3 di qualificazione          | 14 giugno 2014      | 3 (1996, 1998, 2006)                                            |
| 14  | Romania     | Seconda gruppo 6 di qualificazione          | 15 giugno 2014      | 9 (1994, 1996, 1998, 2000, 2002, 2004, 2008, 2010, 2012)        |
| 15  | Serbia      | Seconda gruppo 5 di qualificazione          | 15 giugno 2014      | 7 (2000, 2002, 2004, 2006, 2008, 2010, 2012)                    |
| 16  | Ucraina     | Seconda gruppo 1 di qualificazione          | 15 giugno 2014      | 10 (1994, 1996, 1998, 2000, 2002, 2004, 2006, 2008, 2010, 2012) |

1 Il grassetto indica il vincitore

## Sorteggio
Il sorteggio si è svolto il 19 giugno 2014 a Zagabria.
| Urna 1                                      | Urna 2                                    | Urna 3                                | Urna 4                                         |
| ------------------------------------------- | ----------------------------------------- | ------------------------------------- | ---------------------------------------------- |
| - Montenegro - Norvegia - Ungheria - Svezia | - Danimarca - Germania - Francia - Spagna | - Croazia - Serbia - Russia - Romania | - Ucraina - Polonia - Slovacchia - Paesi Bassi |

## Turno preliminare

### Gruppo A

#### Classifica finale
| Pos. | Squadra  | Pt | G | V | N | P | GF | GS | DR  |
| ---- | -------- | -- | - | - | - | - | -- | -- | --- |
| 1.   | Spagna   | 6  | 3 | 3 | 0 | 0 | 81 | 72 | +9  |
| 2.   | Ungheria | 3  | 3 | 1 | 1 | 1 | 84 | 79 | +5  |
| 3.   | Polonia  | 2  | 3 | 1 | 0 | 2 | 74 | 84 | -10 |
| 4.   | Russia   | 1  | 3 | 0 | 1 | 2 | 79 | 83 | -4  |

#### Risultati
| Győr 7 dicembre 2014, ore 18:00 UTC+1 | Spagna | 29 – 22 (16-13) referto | Polonia | Audi Arena |

| Győr 7 dicembre 2014, ore 20:30 UTC+1 | Ungheria | 29 – 29 (14-15) referto | Russia | Audi Arena |

| Győr 9 dicembre 2014, ore 18:15 UTC+1 | Russia | 24 – 25 (14-13) referto | Spagna | Audi Arena |

| Győr 9 dicembre 2014, ore 20:30 UTC+1 | Polonia | 23 – 29 (7-14) referto | Ungheria | Audi Arena |

| Győr 11 dicembre 2014, ore 18:15 UTC+1 | Russia | 26 – 29 (11-13) referto | Polonia | Audi Arena |

| Győr 11 dicembre 2014, ore 20:30 UTC+1 | Ungheria | 26 – 27 (13-13) referto | Spagna | Audi Arena |

### Gruppo B

#### Classifica finale
| Pos. | Squadra   | Pt | G | V | N | P | GF | GS | DR  |
| ---- | --------- | -- | - | - | - | - | -- | -- | --- |
| 1.   | Norvegia  | 6  | 3 | 3 | 0 | 0 | 88 | 63 | +25 |
| 2.   | Danimarca | 3  | 3 | 1 | 1 | 1 | 82 | 79 | +3  |
| 3.   | Romania   | 3  | 3 | 1 | 1 | 1 | 71 | 78 | -7  |
| 4.   | Ucraina   | 0  | 3 | 0 | 0 | 3 | 68 | 89 | -21 |

#### Risultati
| Debrecen 7 dicembre 2014, ore 18:15 UTC+1 | Norvegia | 27 – 19 (16-7) referto | Romania | Főnix Hall |

| Debrecen 7 dicembre 2014, ore 20:30 UTC+1 | Danimarca | 32 – 23 (14-11) referto | Ucraina | Főnix Hall |

| Debrecen 9 dicembre 2014, ore 18:15 UTC+1 | Romania | 29 – 29 (16-12) referto | Danimarca | Főnix Hall |

| Debrecen 9 dicembre 2014, ore 20:30 UTC+1 | Ucraina | 23 – 34 (13-17) referto | Norvegia | Főnix Hall |

| Debrecen 11 dicembre 2014, ore 18:15 UTC+1 | Romania | 23 – 22 (12-9) referto | Ucraina | Főnix Hall |

| Debrecen 11 dicembre 2014, ore 20:30 UTC+1 | Norvegia | 27 – 21 (12-13) referto | Danimarca | Főnix Hall |

### Gruppo C

#### Classifica finale
| Pos. | Squadra     | Pt | G | V | N | P | GF | GS | DR |
| ---- | ----------- | -- | - | - | - | - | -- | -- | -- |
| 1.   | Svezia      | 5  | 3 | 2 | 1 | 0 | 99 | 90 | +9 |
| 2.   | Paesi Bassi | 3  | 3 | 1 | 1 | 1 | 86 | 87 | -1 |
| 3.   | Germania    | 2  | 3 | 1 | 0 | 2 | 84 | 92 | -8 |
| 4.   | Croazia     | 2  | 3 | 1 | 0 | 2 | 83 | 83 | 0  |

#### Risultati
| Varaždin 8 dicembre 2014, ore 18:00 UTC+1 | Germania | 26 – 29 (11-12) referto | Paesi Bassi | Arena Varaždin |

| Varaždin 8 dicembre 2014, ore 20:15 UTC+1 | Svezia | 30 – 28 (17-17) referto | Croazia | Arena Varaždin |

| Varaždin 10 dicembre 2014, ore 18:00 UTC+1 | Paesi Bassi | 30 – 30 (14-14) referto | Svezia | Arena Varaždin |

| Varaždin 10 dicembre 2014, ore 20:15 UTC+1 | Croazia | 24 – 26 (14-13) referto | Germania | Arena Varaždin |

| Varaždin 12 dicembre 2014, ore 18:00 UTC+1 | Svezia | 39 – 32 (23-17) referto | Germania | Arena Varaždin |

| Varaždin 12 dicembre 2014, ore 20:15 UTC+1 | Croazia | 31 – 27 (17-15) referto | Paesi Bassi | Arena Varaždin |

### Gruppo D

#### Classifica finale
| Pos. | Squadra    | Pt | G | V | N | P | GF | GS | DR  |
| ---- | ---------- | -- | - | - | - | - | -- | -- | --- |
| 1.   | Francia    | 6  | 3 | 3 | 0 | 0 | 72 | 54 | +18 |
| 2.   | Montenegro | 4  | 3 | 2 | 0 | 1 | 70 | 67 | +3  |
| 3.   | Slovacchia | 2  | 3 | 1 | 0 | 2 | 65 | 70 | -5  |
| 4.   | Serbia     | 0  | 3 | 0 | 0 | 3 | 56 | 72 | -16 |

#### Risultati
| Osijek 8 dicembre 2014, ore 18:00 UTC+1 | Francia | 21 – 18 (7-9) referto | Slovacchia | Dvorana Gradski vrt |

| Osijek 8 dicembre 2014, ore 20:15 UTC+1 | Montenegro | 22 – 19 (10-8) referto | Serbia | Dvorana Gradski vrt |

| Osijek 10 dicembre 2014, ore 18:00 UTC+1 | Serbia | 16 – 27 (3-11) referto | Francia | Dvorana Gradski vrt |

| Osijek 10 dicembre 2014, ore 20:15 UTC+1 | Slovacchia | 24 – 28 (10-20) referto | Montenegro | Dvorana Gradski vrt |

| Osijek 12 dicembre 2014, ore 18:00 UTC+1 | Montenegro | 20 – 24 (12-12) referto | Francia | Dvorana Gradski vrt |

| Osijek 12 dicembre 2014, ore 20:15 UTC+1 | Serbia | 21 – 23 (11-6) referto | Slovacchia | Dvorana Gradski vrt |

## Turno principale

### Gruppo I

#### Classifica finale
| Pos. | Squadra   | Pt | G | V | N | P | GF  | GS  | DR  |
| ---- | --------- | -- | - | - | - | - | --- | --- | --- |
| 1.   | Norvegia  | 8  | 5 | 4 | 0 | 1 | 134 | 119 | +15 |
| 2.   | Spagna    | 6  | 5 | 3 | 0 | 2 | 131 | 121 | +10 |
| 3.   | Ungheria  | 6  | 5 | 3 | 0 | 2 | 124 | 117 | +7  |
| 4.   | Danimarca | 5  | 5 | 2 | 1 | 2 | 123 | 124 | -1  |
| 5.   | Romania   | 5  | 5 | 2 | 1 | 2 | 113 | 115 | -2  |
| 6.   | Polonia   | 0  | 5 | 0 | 0 | 5 | 107 | 136 | -29 |

#### Risultati
| Debrecen 13 dicembre 2014, ore 16:00 UTC+1 | Polonia | 19 – 28 (9-9) referto | Danimarca | Főnix Hall |

| Debrecen 13 dicembre 2014, ore 18:15 UTC+1 | Spagna | 26 – 29 (16-16) referto | Norvegia | Főnix Hall |

| Debrecen 13 dicembre 2014, ore 20:30 UTC+1 | Ungheria | 20 – 19 (10-8) referto | Romania | Főnix Hall |

| Debrecen 15 dicembre 2014, ore 16:00 UTC+1 | Spagna | 20 – 22 (14-9) referto | Romania | Főnix Hall |

| Debrecen 15 dicembre 2014, ore 18:15 UTC+1 | Polonia | 24 – 26 (15-11) referto | Norvegia | Főnix Hall |

| Debrecen 15 dicembre 2014, ore 20:30 UTC+1 | Ungheria | 20 – 23 (9-11) referto | Danimarca | Főnix Hall |

| Debrecen 17 dicembre 2014, ore 16:00 UTC+1 | Polonia | 19 – 24 (9-11) referto | Romania | Főnix Hall |

| Debrecen 17 dicembre 2014, ore 18:15 UTC+1 | Spagna | 29 – 22 (15-12) referto | Danimarca | Főnix Hall |

| Debrecen 17 dicembre 2014, ore 20:30 UTC+1 | Ungheria | 29 – 25 (15-11) referto | Norvegia | Főnix Hall |

### Gruppo II

#### Classifica finale
| Pos. | Squadra     | Pt | G | V | N | P | GF  | GS  | DR  |
| ---- | ----------- | -- | - | - | - | - | --- | --- | --- |
| 1.   | Montenegro  | 8  | 5 | 4 | 0 | 1 | 136 | 124 | +12 |
| 2.   | Svezia      | 7  | 5 | 3 | 1 | 1 | 158 | 140 | +18 |
| 3.   | Francia     | 7  | 5 | 3 | 1 | 1 | 115 | 109 | +6  |
| 4.   | Paesi Bassi | 5  | 5 | 2 | 1 | 2 | 134 | 127 | +7  |
| 5.   | Germania    | 3  | 5 | 1 | 1 | 3 | 138 | 141 | -3  |
| 6.   | Slovacchia  | 0  | 5 | 0 | 0 | 5 | 106 | 146 | -40 |

#### Risultati
| Zagabria 14 dicembre 2014, ore 15:45 UTC+1 | Germania | 20 – 27 (10-12) referto | Montenegro | Arena Zagreb |

| Zagabria 14 dicembre 2014, ore 18:00 UTC+1 | Svezia | 29 – 26 (12-14) referto | Francia | Arena Zagreb |

| Zagabria 14 dicembre 2014, ore 20:15 UTC+1 | Paesi Bassi | 30 – 20 (17-10) referto | Slovacchia | Arena Zagreb |

| Zagabria 16 dicembre 2014, ore 15:45 UTC+1 | Paesi Bassi | 27 – 31 (13-15) referto | Montenegro | Arena Zagreb |

| Zagabria 16 dicembre 2014, ore 18:00 UTC+1 | Svezia | 31 – 22 (17-11) referto | Slovacchia | Arena Zagreb |

| Zagabria 16 dicembre 2014, ore 20:15 UTC+1 | Germania | 24 – 24 (13-10) referto | Francia | Arena Zagreb |

| Zagabria 17 dicembre 2014, ore 15:45 UTC+1 | Svezia | 29 – 30 (18-13) referto | Montenegro | Arena Zagreb |

| Zagabria 17 dicembre 2014, ore 18:00 UTC+1 | Germania | 36 – 22 (17-10) referto | Slovacchia | Arena Zagreb |

| Zagabria 17 dicembre 2014, ore 20:15 UTC+1 | Paesi Bassi | 18 – 20 (9-7) referto | Francia | Arena Zagreb |

## Fase a eliminazione diretta

### Tabellone
|  | Semifinali | Semifinali | Semifinali |          |        | Finale          | Finale          | Finale          |  |
|  |            |            |            |          |        |                 |                 |                 |  |
|  | Montenegro | Montenegro | 18         |          |        |                 |                 |                 |  |
|  | Montenegro | Montenegro | 18         |          |        |                 |                 |                 |  |
|  | Spagna     | Spagna     | 19         |          |        |                 |                 |                 |  |
|  | Spagna     | Spagna     | 19         |          | Spagna | Spagna          | 25              |                 |  |
|  |            |            |            |          | Spagna | Spagna          | 25              |                 |  |
|  |            |            | Norvegia   | Norvegia | 28     |                 |                 |                 |  |
|  | Norvegia   | Norvegia   | Norvegia   | Norvegia | 28     | 29              |                 |                 |  |
|  | Norvegia   | Norvegia   |            |          |        | 29              |                 |                 |  |
|  | Svezia     | Svezia     | 25         |          |        | Finale 3º posto | Finale 3º posto | Finale 3º posto |  |
|  | Svezia     | Svezia     | 25         |          |        |                 |                 |                 |  |
|  |            |            |            |          |        |                 |                 |                 |  |
|  |            |            |            |          |        | Montenegro      | Montenegro      | 23              |  |
|  |            |            |            |          |        | Montenegro      | Montenegro      | 23              |  |
|  |            |            |            |          |        | Svezia          | Svezia          | 25              |  |

### Semifinali
| Budapest 19 dicembre 2014, ore 18:00 UTC+1 | Montenegro | 18 – 19 (8-13) referto | Spagna | László Papp Budapest Sports Arena (3 500 spett.) |

| Budapest 19 dicembre 2014, ore 20:30 UTC+1 | Norvegia | 29 – 25 (13-11) referto | Svezia | László Papp Budapest Sports Arena (3 500 spett.) |

### Finale 5º posto
| Budapest 19 dicembre 2014, ore 15:30 UTC+1 | Ungheria | 25 – 26 (13-16) referto | Francia | László Papp Budapest Sports Arena (3 500 spett.) |

### Finale 3º posto
| Budapest 21 dicembre 2014, ore 15:30 UTC+1 | Svezia | 25 – 23 (11-12) referto | Montenegro | László Papp Budapest Sports Arena (5 500 spett.) |

### Finale
| Budapest 21 dicembre 2014, ore 18:00 UTC+1 | Norvegia | 28 – 25 (10-12) referto | Spagna | László Papp Budapest Sports Arena (7 500 spett.) |

## Classifica finale
| Pos.    | Nazione     |
| ------- | ----------- |
| Oro     | Norvegia    |
| Argento | Spagna      |
| Bronzo  | Svezia      |
| 4       | Montenegro  |
| 5       | Francia     |
| 6       | Ungheria    |
| 7       | Paesi Bassi |
| 8       | Danimarca   |
| 9       | Romania     |
| 10      | Germania    |
| 11      | Polonia     |
| 12      | Slovacchia  |
| 13      | Croazia     |
| 14      | Russia      |
| 15      | Serbia      |
| 16      | Ucraina     |

|  | Qualificata ai campionato mondiale 2015 e ai Giochi della XXXI Olimpiade |
|  | Qualificata ai Giochi della XXXI Olimpiade                               |
|  | Qualificata al torneo olimpico di qualificazione.                        |

## Statistiche

### Classifica marcatrici
Fonte:.
| Pos. | Nome                | Nazionale  | Reti | Tiri |
| ---- | ------------------- | ---------- | ---- | ---- |
| 1    | Isabelle Gulldén    | Svezia     | 58   | 89   |
| 2    | Cristina Neagu      | Romania    | 49   | 97   |
| 3    | Carmen Martín       | Spagna     | 46   | 65   |
| 4    | Katarina Bulatović  | Montenegro | 44   | 86   |
| 5    | Nora Mørk           | Norvegia   | 41   | 69   |
| 6    | Krisztina Triscsuk  | Ungheria   | 39   | 53   |
| 7    | Nerea Pena          | Spagna     | 38   | 61   |
| 8    | Alexandra Lacrabère | Francia    | 37   | 73   |
| 8    | Heidi Løke          | Norvegia   | 37   | 51   |
| 10   | Ida Odén            | Svezia     | 36   | 58   |

## Premi individuali
Migliori giocatrici del torneo.
| Ruolo               | Giocatrice           |
| ------------------- | -------------------- |
| Migliore giocatrice | Isabelle Gulldén     |
| Migliore difensore  | Sabina Jacobsen      |
| Portiere            | Silje Solberg        |
| Ala sinistra        | Maria Fisker         |
| Terzino sinistro    | Cristina Neagu       |
| Centrale            | Kristina Kristiansen |
| Terzino destro      | Nora Mørk            |
| Ala destra          | Carmen Martín        |
| Pivot               | Heidi Løke           |